# Perizoma baptopennis
Perizoma baptopennis är en fjärilsart som beskrevs av Dyar 1916. Perizoma baptopennis ingår i släktet Perizoma och familjen mätare. Inga underarter finns listade i Catalogue of Life.